# Żeromski-Straße (Radom)

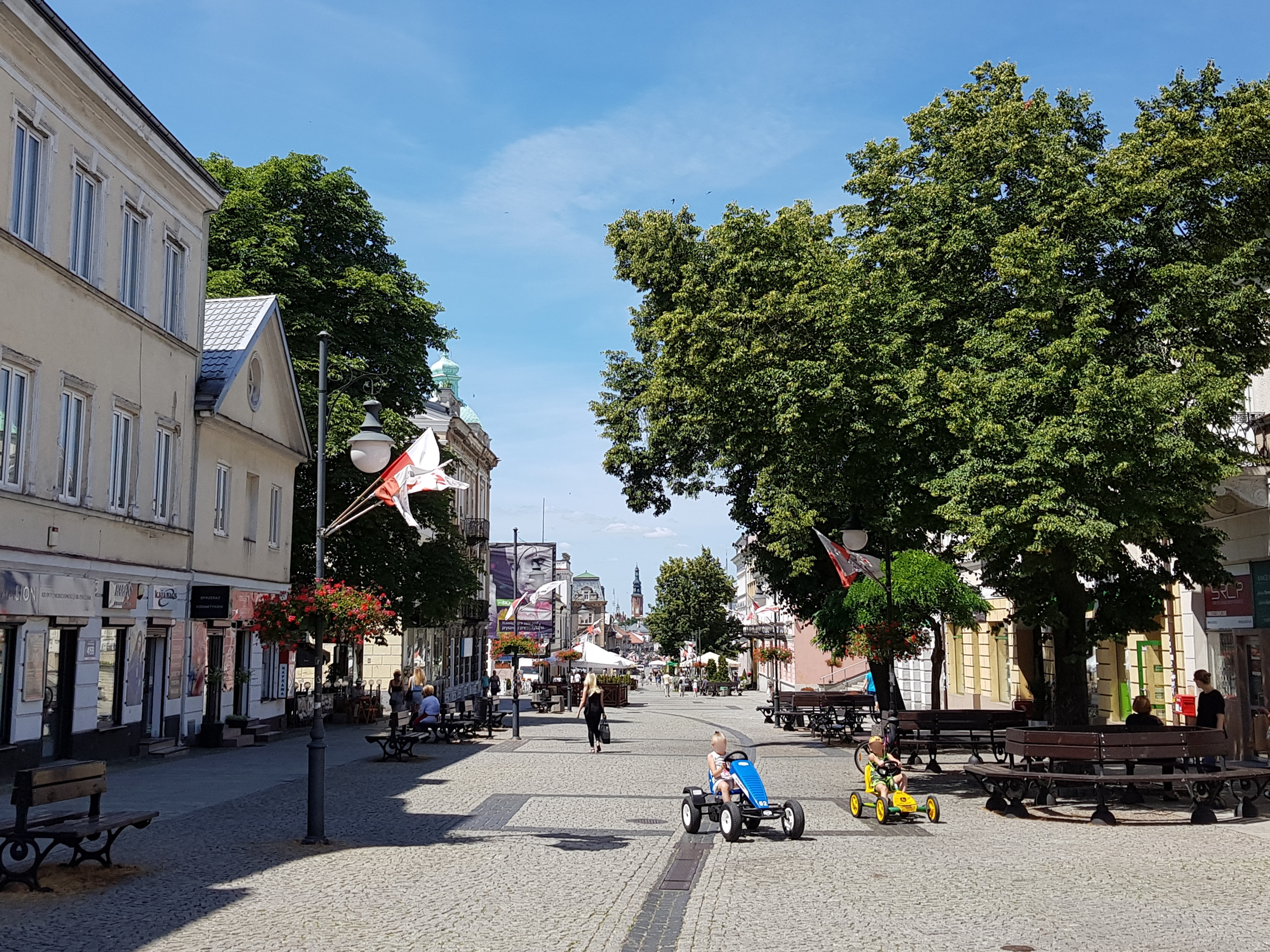
Die Żeromski-Straße

Die Żeromski-Straße (polnisch Ulica Stefana Żeromskiego) gehört zu den bedeutendsten Straßen der Großstadt Radom in der Woiwodschaft Masowien in Polen. Zwischen dem Bernhardiner-Kloster und der Rogatka Lubelska (Lubliner Zollhaus) weist sie viele unter Denkmalschutz stehende Bauwerke und bedeutende Denkmale auf.

## Geschichte
Die seit langem als Lubliner Straße (ul. Lubelska) bekannte Ost-West-Querung der Innenstadt wurde 1925 zu Ehren des Schriftstellers Stefan Żeromski umbenannt. Während der  deutschen Besatzungszeit trug sie den Namen Reichsstraße.

## Baudenkmale
- Nr. 1 Haus Gozman, Wohn- und Geschäftshaus, 1823
- Nr. 2 Haus Kociubski, 1820–1823
- Nr. 3 Haus, nach 1820
- Nr. 4 Haus, 1830
- Nr. 5 Haus Kojanowski, Apotheke
- Nr. 6/8 Bernhardinerkloster
- Nr. 7 Haus Roszkowski, 1847–1849
- Nr. 9 Haus Rucki, 1824–1825
- Nr. 10 I Liceum, 1882
- Nr. 11 Mietshaus, 1. Hälfte 19. Jh.
- Nr. 12 Haus Rodziewicz, 1829–1831; Resursa und Hotel Warszawski
- Nr. 13 Mietshaus, nach 1870 [23]
- Nr. 14 Mietshaus, 1. Hälfte des 19. Jh.
- Nr. 15 (Hotel Rzymski, Kino ...)
- Nr. 18 Mietshaus, 1860
- Nr. 19 Mietshaus, 1. Hälfte des 19. Jh.
- Nr. 20 Mietshaus, Mitte des 19. Jh.
- Nr. 21 Eckhaus, Ende des 19. Jh.
- Nr. 22 Haus, 1. Hälfte des 19. Jh.
- Nr. 23 Haus, Ende des 19. Jh.
- Nr. 24 Mietshaus, 1835
- Nr. 25 Mietshaus
- Nr. 26 Mietshaus Urbanowicz-Haus, 1821–1823
- Nr. 27 M 1822–1823
- Nr. 28 Haus Czempiński, 1850–1851
- Nr. 28 Druckerei Trzebiński
- Nr. 29 Haus, Mitte 19. Jahrhundert
- Nr. 33 Gebäude, 3. Viertel des 19. Jh.
- Nr. 35 Landkreditgesellschaft TKZ
- Nr. 36 Palais Kierzkowscy
- Karsch
- Denkmal
- Kirche
- Nr. 37 Haus Podworski
- Nr. 38/40 Mietshaus Staniszewski, 1876 (DeuBa)
- Nr. 39 Haus, 1862
- Nr. 41 II. Lyzeum
- Nr. 42 (Kaufhaus Sezam)
- Nr. 43/45 Polnische Nationalbank, 1910–1919
- Nr. 44 Delikatesy, 1910
- Nr. 46 Palais Hempel, 1833–1837
- Nr. 47 (Kino)
- Nr. 51 Restaurant Wierzbicki
- Nr. 53 Sandomierski-Palais, Woiwodschaftsamt, 1825–1827
- Kochanowski-Denkmal, 2006
- Nr. 56 Rogatka Lubelska (Lubliner Zollhaus)
- Nr. 57 Haus, Ende 19. Jh.
- Nr. 66 Mietshaus, nach 1880
- Nr. 69 Haus, nach 1880
- Nr. 70 Haus, nach 1880
- Nr. 71 Haus, Ende 19. Jh.
- Nr. 72 Mietshaus, Ende 19. Jh.
- Nr. 73 Mietshaus, Ende 19. Jh.
- Nr. 75 ZEOW, 1950–1958
- Nr. 87 Mietshaus, 1882